# Litowce
| Grupa → | 1 IA  |
| ↓ Okres |       |
| ------- | ----- |
| 2       | 3 Li  |
| 3       | 11 Na |
| 4       | 19 K  |
| 5       | 37 Rb |
| 6       | 55 Cs |
| 7       | 87 Fr |

Litowce (metale alkaliczne, potasowce) – grupa pierwiastków 1 (daw. IA lub I głównej) grupy układu okresowego (bez wodoru) o silnych własnościach metalicznych, tworzących z wodą silnie zasadowe (alkaliczne) wodorotlenki. Do metali alkalicznych zalicza się lit, sód, potas, rubid, cez i frans.
Wszystkie litowce mają jeden elektron walencyjny znajdujący się na zewnętrznym orbitalu s. Łatwo ulegają jonizacji do kationów M+
.

Litowce
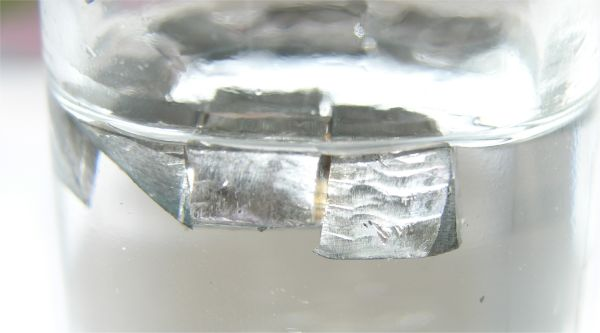
lit
sód
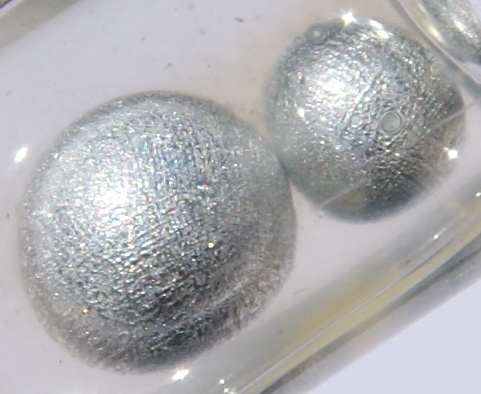
potas
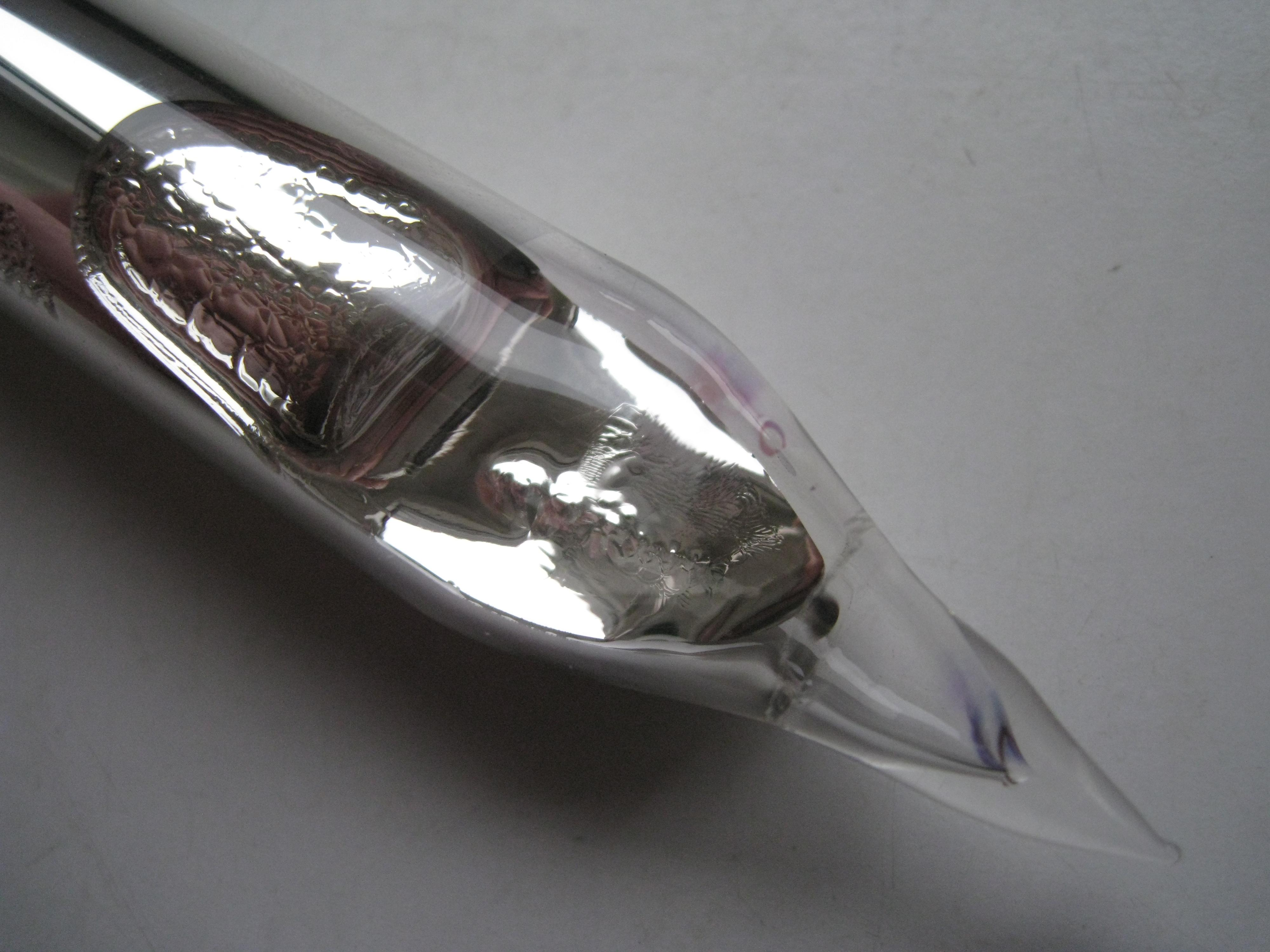
rubid
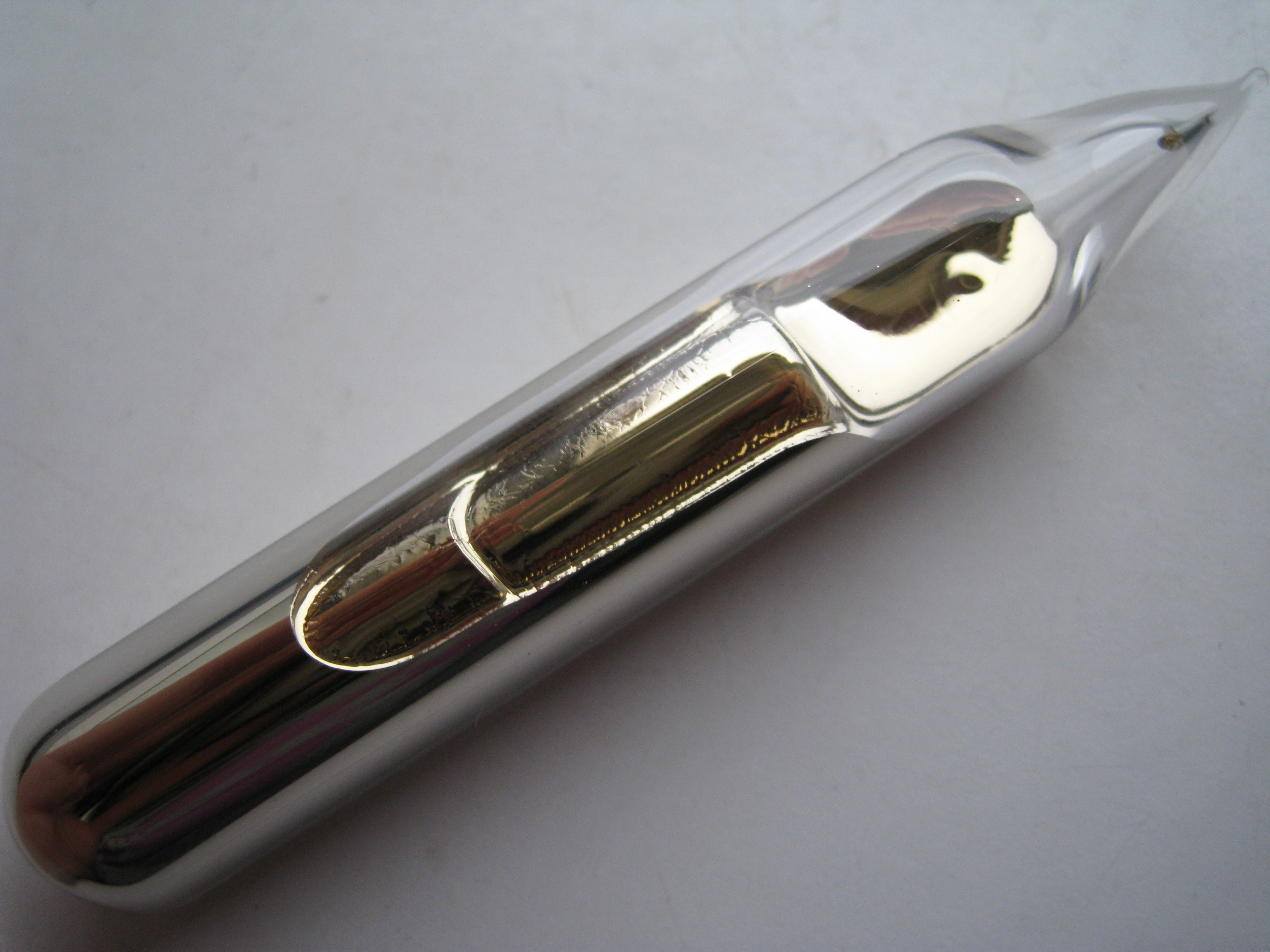
cez

## Właściwości fizyczne
Litowce to ciała stałe o srebrzystobiałej barwie. Mają najmniejsze spośród pierwiastków gęstości, przy czym lit, sód i potas mają mniejszą gęstość od wody. Wraz ze wzrostem liczby atomowej wzrasta ich gęstość i promień atomowy oraz jonowy, maleje zaś twardość (wszystkie można kroić nożem), temperatura wrzenia i topnienia oraz energia jonizacji. Związki litowców barwią płomień na charakterystyczne dla każdego metalu kolory: lit – na karminowo, sód – na żółto, zaś potas, rubid i cez na kolor różowo-fioletowy (fiołkoworóżowy). Są jednymi z najlepszych przewodników ciepła i elektryczności. Ich kationy w roztworach wodnych nie nadają barwy roztworom.

## Ogólne właściwości chemiczne
Są bardzo aktywne, a ich reaktywność rośnie wraz ze wzrostem liczby atomowej. W związkach są jednowartościowe, najczęściej na I, rzadko na -I stopniu utlenienia.
W obecności powietrza szybko pokrywają się warstewkami tlenków i wodorotlenków (z wyjątkiem litu), przy czym cez ulega samozapłonowi. Z tej przyczyny przechowuje się je pod warstwą nafty.
Spalane dają różne produkty tlenowe – lit tworzy tlenek Li
2O, sód – nadtlenek Na
2O
2, zaś pozostałe – odpowiednie ponadtlenki MO
2. Aby z nadtlenku i ponadtlenków uzyskać normalne tlenki, należy je zredukować, ogrzewając z danym metalem. Przykład takiej reakcji:
KO
2 + 3K → 2K
2O
Ogrzewane z wodorem dają odpowiednie wodorki (o budowie jonowej), a z wszystkimi fluorowcami reagują egzotermicznie dając odpowiednie halogenki. Reagują też z siarką, tworząc siarczki i wielosiarczki. Ponadto lit (jako jedyny z litowców) reaguje na gorąco z azotem i węglem, tworząc odpowiednio Li
3N i Li
2C
2.
Tlenki litowców mają charakter zasadowy i budowę jonową. Z wodą tworzą odpowiednie wodorotlenki, np.:
Li
2O + H
2O → 2LiOH
W analogicznych reakcjach z udziałem nadtlenków zamiast wody tworzy się nadtlenek wodoru, a reakcji ponadtlenków towarzyszy dodatkowo wydzielanie się tlenu:
2CsO
2 + 4H
2O → 2CsOH + 2H
2O
2 + O
2↑
Lit metaliczny reaguje z wodą stosunkowo spokojnie, wyższe litowce coraz gwałtowniej. Powstają wówczas odpowiednie wodorotlenki i wodór. Począwszy od sodu, wydzielające się duże ilości ciepła doprowadzają do stopienia się metalu, a nawet zapłonu. Na gorąco reagują też z amoniakiem dając amidki, np.:
2K + 2NH
3 → 2KNH
2 + H
2
Natomiast w ciekłym amoniaku rozpuszczają się, tworząc roztwory zawierające kationy metalu i solwatowane elektrony o ciemnoniebieskiej barwie.
Wodorotlenki litowców są najsilniejszymi zasadami. Mają budowę jonową. Są silnie higroskopijne i łatwo rozpuszczają się w wodzie, czemu towarzyszy wydzielanie dużych ilości ciepła. W roztworach są całkowicie zdysocjowane. Rozpuszczają się też w etanolu, przy czym rozpuszczalność wodorotlenku litu w wodzie i alkoholu jest znacząco słabsza od pozostałych. Ich roztwory przewodzą prąd elektryczny, przewodzą go również po stopieniu. Stopione reagują z krzemionką, roztwarzając m.in. porcelanę i szkło.